# 巴特黑灵
巴特黑灵是奥地利蒂罗尔州库夫施泰因县的一个市镇。总面积9.28平方公里，总人口2474人，人口密度266.6人/平方公里（2009年）。